# فير (فلم)
فير (بالهندية: वीर) (بالإنجليزية: Veer) هو فيلم هندي صدر في 22 يناير 2010 فير هو قصه حب ملحميه لمحارب هندي هو فيلم اكشن تاريخي اخرج بواسطه المخرج انيل شارما بطوله سلمان خان وميسون ساكربوتري وسهيل خان وجاكي شروف وزارين خان وقد كتب هذا الفيلم من قبل سلمان خان ومجموعه وكتبت القصة أثناء عام 1825 خلال حركه بنداري في ولايه راجستان الهنديه عندما كانت الهند تحت الاحتلال البريطاني.

## الشخصيات الرئيسية
- سلمان خان
- ميسون شاكروباتري
- سهيل خان
- زارين خان
- جاكي شروف

## وصلات خارجية
- مقالات تستعمل روابط فنية بلا صلة مع ويكي بيانات